# Líderes en tapones de la NBA

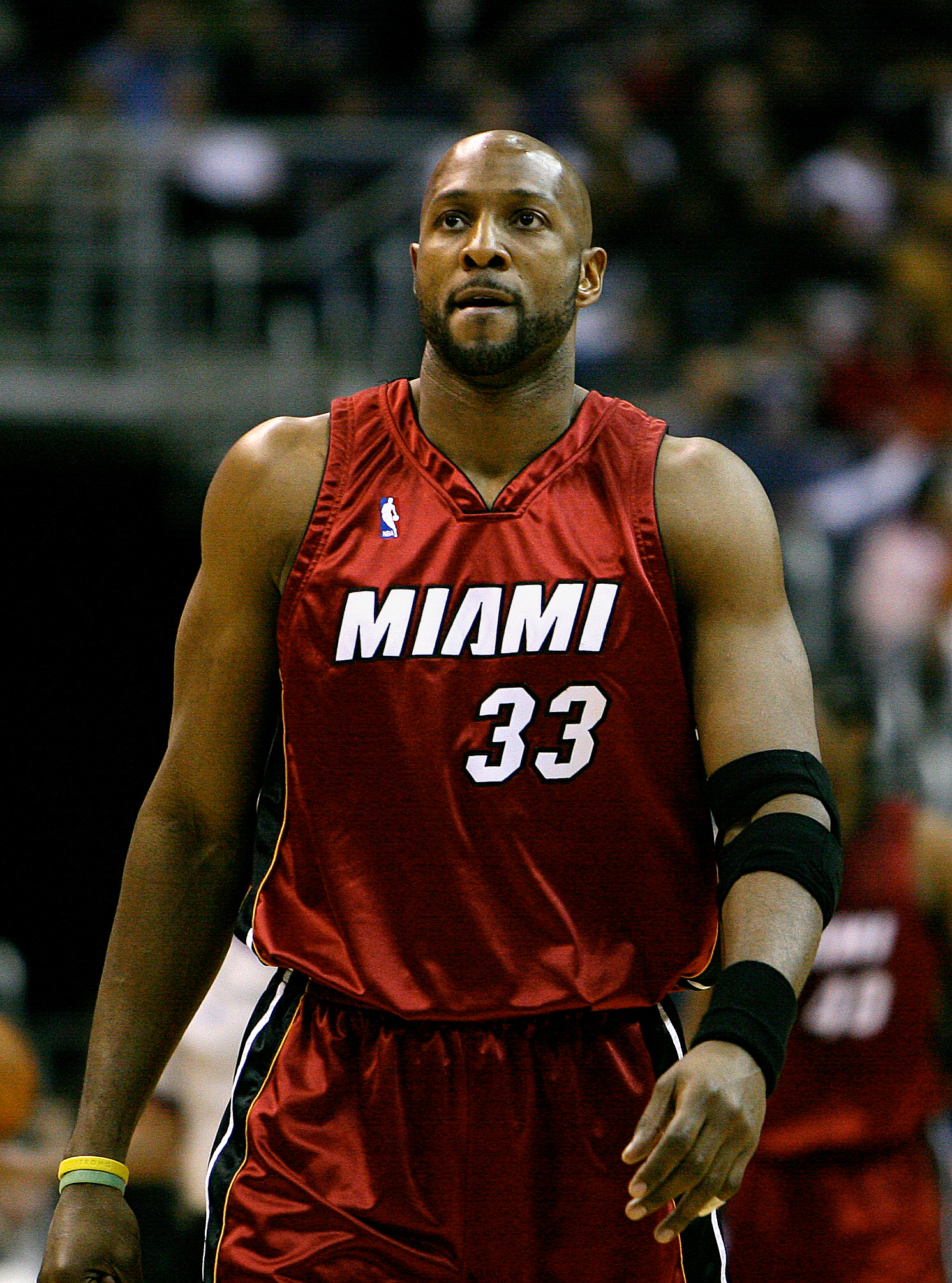
Alonzo Mourning primer jugador en conseguir el título de tapones y defensa del año en 2 ocasiones consecutivas.

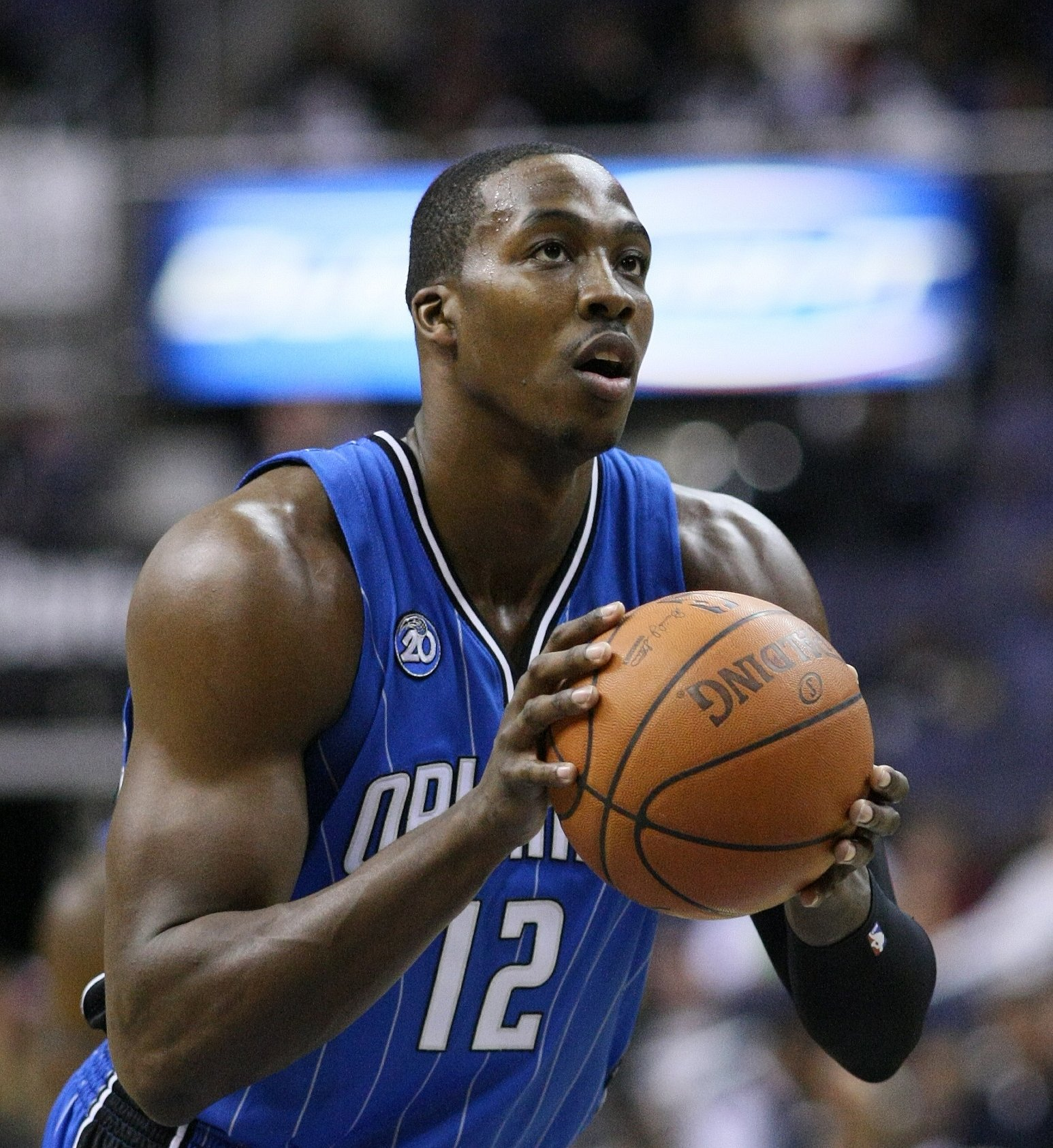
Dwight Howard segundo jugador en conseguir el título de tapones y defensa del año en 2 ocasiones consecutivas.

En el baloncesto, un tapón (también llamado bloqueo) (abreviatura de tiro bloqueado) ocurre cuando un defensor desvía o detiene un intento de tiro de campo sin cometer una falta. La National Basketball Association (Asociación Nacional de Baloncesto) (NBA) le otorga el título de tapones al jugador con el mayor porcentaje de tapones por partido en una temporada determinada. El título de tapones fue reconocida por primera vez en la temporada 1973-74, cuando las estadísticas sobre los tapones fueron compilados por primera vez. Para calificar para el título de tapones, el jugador debe participar en al menos 70 juegos (de los 82) o tener por lo menos 100 tapones. Este es el requisito desde la temporada 1974-75.
Mark Eaton tiene el récord de todos los tiempos de tapones totales con (456) y de tapones por partido (5.56) en una temporada; ambos logrado en la temporada 1984-85. Manute Bol tiene el récord de rookies "novatos" para el total de tapones y tapones por partido cuando obtuvo 397 y un promedio de 5.0 en la temporada 1985-86. Entre los jugadores activos, Marcus Camby obtuvo el total de tapones más alto de la temporada con (285) en la temporada 2007-08 y Serge Ibaka obtuvo el promedio más alto de tapones de temporada con (3.65) en la temporada 2011-12.
Kareem Abdul-Jabbar, Mark Eaton y Marcus Camby han sido los jugadores que han ganado más títulos de tapones, con cuatro. George T. Johnson, Manute Bol, Hakeem Olajuwon, Dikembe Mutombo, Alonzo Mourning, Theo Ratliff, Dwight Howard y Serge Ibaka son los únicos otros jugadores que han ganado el título más de una vez. Mutombo y Camby han ganado, además, el título de tapones tres veces consecutivas. Dos jugadores han ganado tanto el título de tapones y el campeonato de la NBA en la misma temporada: Bill Walton en 1977 con los Portland Trail Blazers y Abdul- Jabbar en 1980 con Los Angeles Lakers.

## Leyenda
|             |              | Jugador activo en la NBA                                     |                                                              |                                                              |                                                              |                                                              |
|             |              | Jugador miembro del Basketball Hall of Fame                  |                                                              |                                                              |                                                              |                                                              |
| Jugador (#) | Jugador (#)  | Indica el número de veces que el jugador ha ganado el título | Indica el número de veces que el jugador ha ganado el título | Indica el número de veces que el jugador ha ganado el título | Indica el número de veces que el jugador ha ganado el título | Indica el número de veces que el jugador ha ganado el título |
| Pos.        | Posición(es) | Posición(es)                                                 | B                                                            | Base                                                         | E                                                            | Escolta                                                      |
| A           | Alero        | Alero                                                        | AP                                                           | Ala-pívot                                                    | P                                                            | Pívot                                                        |

## Líderes en tapones
| Temporada | Jugador                 | Pos. | Equipos                              | Partidos jugados | Tapones totales | Tapones por partido | Referencias |
| --------- | ----------------------- | ---- | ------------------------------------ | ---------------- | --------------- | ------------------- | ----------- |
| 1973-74   | Elmore Smith            | P    | Los Angeles Lakers                   | 81               | 393             | 4.85                | [ 4 ]       |
| 1974-75   | Kareem Abdul-Jabbar (1) | P    | Milwaukee Bucks                      | 65               | 212             | 3.26                | [ 5 ]       |
| 1975-76   | Kareem Abdul-Jabbar (2) | P    | Los Angeles Lakers                   | 82               | 338             | 4.12                | [ 6 ]       |
| 1976-77   | Bill Walton             | P/AP | Portland Trail Blazers               | 65               | 211             | 3.25                | [ 7 ]       |
| 1977-78   | George T. Johnson (1)   | P/AP | New Jersey Nets                      | 81               | 274             | 3.38                | [ 8 ]       |
| 1978-79   | Kareem Abdul-Jabbar (3) | P    | Los Angeles Lakers                   | 80               | 316             | 3.95                | [ 9 ]       |
| 1979-80   | Kareem Abdul-Jabbar (4) | P    | Los Angeles Lakers                   | 82               | 280             | 3.41                | [ 10 ]      |
| 1980-81   | George T. Johnson (2)   | P/AP | San Antonio Spurs                    | 82               | 278             | 3.39                | [ 11 ]      |
| 1981-82   | George T. Johnson (3)   | P/AP | San Antonio Spurs                    | 75               | 234             | 3.12                | [ 12 ]      |
| 1982-83   | Tree Rollins            | P    | Atlanta Hawks                        | 80               | 343             | 4.29                | [ 13 ]      |
| 1983-84   | Mark Eaton (1)          | P    | Utah Jazz                            | 82               | 351             | 4.28                | [ 14 ]      |
| 1984-85   | Mark Eaton (2)          | P    | Utah Jazz                            | 82               | 456             | 5.56                | [ 15 ]      |
| 1985-86   | Manute Bol (1)          | P    | Washington Bullets                   | 80               | 397             | 4.96                | [ 16 ]      |
| 1986-87   | Mark Eaton (3)          | P    | Utah Jazz                            | 79               | 321             | 4.06                | [ 17 ]      |
| 1987-88   | Mark Eaton (4)          | P    | Utah Jazz                            | 82               | 304             | 3.71                | [ 18 ]      |
| 1988-89   | Manute Bol (2)          | P    | Golden State Warriors                | 80               | 345             | 4.31                | [ 19 ]      |
| 1989-90   | Hakeem Olajuwon (1)     | P    | Houston Rockets                      | 82               | 376             | 4.59                | [ 20 ]      |
| 1990-91   | Hakeem Olajuwon (2)     | P    | Houston Rockets                      | 56               | 221             | 3.95                | [ 21 ]      |
| 1991-92   | David Robinson          | P    | San Antonio Spurs                    | 68               | 308             | 4.49                | [ 22 ]      |
| 1992-93   | Hakeem Olajuwon (3)     | P    | Houston Rockets                      | 82               | 342             | 4.17                | [ 23 ]      |
| 1993-94   | Dikembe Mutombo (1)     | P    | Denver Nuggets                       | 82               | 336             | 4.10                | [ 24 ]      |
| 1994-95   | Dikembe Mutombo (2)     | P    | Denver Nuggets                       | 82               | 321             | 3.91                | [ 25 ]      |
| 1995-96   | Dikembe Mutombo (3)     | P    | Denver Nuggets                       | 74               | 332             | 4.49                | [ 26 ]      |
| 1996-97   | Shawn Bradley           | P    | New Jersey Nets Dallas Mavericks     | 73               | 248             | 3.40                | [ 27 ]      |
| 1997-98   | Marcus Camby (1)        | P/AP | Toronto Raptors                      | 63               | 230             | 3.65                | [ 28 ]      |
| 1998-99   | Alonzo Mourning (1)     | P    | Miami Heat                           | 46               | 180             | 3.91                | [ 29 ]      |
| 1999-00   | Alonzo Mourning (2)     | P    | Miami Heat                           | 79               | 294             | 3.72                | [ 30 ]      |
| 2000-01   | Theo Ratliff (1)        | P/AP | Philadelphia 76ers                   | 50               | 187             | 3.74                | [ 31 ]      |
| 2001-02   | Ben Wallace             | AP/P | Detroit Pistons                      | 80               | 278             | 3.48                | [ 32 ]      |
| 2002-03   | Theo Ratliff (2)        | P/AP | Atlanta Hawks                        | 81               | 262             | 3.23                | [ 33 ]      |
| 2003-04   | Theo Ratliff (3)        | P/AP | Atlanta Hawks Portland Trail Blazers | 85               | 307             | 3.61                | [ 34 ]      |
| 2004-05   | Andrei Kirilenko        | A    | Utah Jazz                            | 41               | 136             | 3.32                | [ 35 ]      |
| 2005-06   | Marcus Camby (2)        | P/AP | Denver Nuggets                       | 56               | 184             | 3.29                | [ 36 ]      |
| 2006-07   | Marcus Camby (3)        | P/AP | Denver Nuggets                       | 70               | 231             | 3.30                | [ 37 ]      |
| 2007-08   | Marcus Camby (4)        | P/AP | Denver Nuggets                       | 79               | 285             | 3.61                | [ 38 ]      |
| 2008-09   | Dwight Howard (1)       | P    | Orlando Magic                        | 79               | 231             | 2.92                | [ 39 ]      |
| 2009-10   | Dwight Howard (2)       | P    | Orlando Magic                        | 82               | 228             | 2.78                | [ 40 ]      |
| 2010-11   | Andrew Bogut            | P    | Milwaukee Bucks                      | 65               | 168             | 2.58                | [ 41 ]      |
| 2011-12   | Serge Ibaka (1)         | AP   | Oklahoma City Thunder                | 66               | 241             | 3.65                | [ 42 ]      |
| 2012-13   | Serge Ibaka (2)         | AP   | Oklahoma City Thunder                | 80               | 242             | 3.03                | [ 43 ]      |
| 2013-14   | Anthony Davis (1)       | AP/P | New Orleans Pelicans                 | 67               | 189             | 2.82                | [ 44 ]      |
| 2014-15   | Anthony Davis (2)       | AP/P | New Orleans Pelicans                 | 68               | 200             | 2.94                | [ 45 ]      |
| 2015-16   | Hassan Whiteside (1)    | P    | Miami Heat                           | 73               | 269             | 3.68                | [ 46 ]      |
| 2016-17   | Rudy Gobert             | P    | Utah Jazz                            | 81               | 214             | 2.68                | [ 47 ]      |
| 2017-18   | Anthony Davis (3)       | AP/P | New Orleans Pelicans                 | 75               | 193             | 2.57                | [ 48 ]      |
| 2018-19   | Myles Turner (1)        | AP/P | Indiana Pacers                       | 74               | 199             | 2.68                | [ 49 ]      |
| 2019-20   | Hassan Whiteside (2)    | P    | Portland Trail Blazers               | 67               | 196             | 2.93                | [ 50 ]      |
| 2020-21   | Myles Turner (2)        | AP/P | Indiana Pacers                       | 47               | 159             | 3.38                | [ 49 ]      |
| 2021-22   | Jaren Jackson Jr. (1)   | AP/P | Memphis Grizzlies                    | 78               | 177             | 2.27                | [ 51 ]      |
| 2022-23   | Jaren Jackson Jr. (2)   | AP/P | Memphis Grizzlies                    | 63               | 189             | 3.00                | [ 51 ]      |
| 2023-24   | Victor Wembanyama       | P    | San Antonio Spurs                    | 71               | 254             | 3.58                | [ 53 ]      |
| 2024-25   | Victor Wembanyama (2)   | P    | San Antonio Spurs                    | 46               | 176             | 3.83                | [ 53 ]      |

## Los más galardonados
| Pos. | Jugador             | Equipo                                                                                | N.º veces líder | Temporadas             |
| ---- | ------------------- | ------------------------------------------------------------------------------------- | --------------- | ---------------------- |
| 1    | Kareem Abdul-Jabbar | Milwaukee Bucks (1) / Los Angeles Lakers (3)                                          | 4               | 1975, 1976, 1979, 1980 |
| 1    | Marcus Camby        | Toronto Raptors (1) / Denver Nuggets (3)                                              | 4               | 1998, 2006, 2007, 2008 |
| 1    | Mark Eaton          | Utah Jazz                                                                             | 4               | 1984, 1985, 1987, 1988 |
| 4    | Anthony Davis       | New Orleans Pelicans                                                                  | 3               | 2014, 2015, 2018       |
| 4    | George T. Johnson   | New Jersey Nets (1) / San Antonio Spurs (2)                                           | 3               | 1978, 1981, 1982       |
| 4    | Dikembe Mutombo     | Denver Nuggets                                                                        | 3               | 1994, 1995, 1996       |
| 4    | Hakeem Olajuwon     | Houston Rockets                                                                       | 3               | 1990, 1991, 1993       |
| 4    | Theo Ratliff        | Philadelphia 76ers (1) / Atlanta Hawks (1) / Atlanta Hawks/Portland Trail Blazers (1) | 3               | 2001, 2003, 2004       |
| 9    | Manute Bol          | Washington Bullets (1) / Golden State Warriors (1)                                    | 2               | 1986, 1989             |
| 9    | Dwight Howard       | Orlando Magic                                                                         | 2               | 2009, 2010             |
| 9    | Serge Ibaka         | Oklahoma City Thunder                                                                 | 2               | 2012, 2013             |
| 9    | Alonzo Mourning     | Miami Heat                                                                            | 2               | 1999, 2000             |
| 9    | Hassan Whiteside    | Miami Heat (1) / Portland Trail Blazers (1)                                           | 2               | 2016, 2020             |
| 9    | Myles Turner        | Indiana Pacers                                                                        | 2               | 2019, 2021             |
| 9    | Jaren Jackson Jr.   | Memphis Grizzlies                                                                     | 2               | 2022, 2023             |
| 9    | Victor Wembanyama   | San Antonio Spurs                                                                     | 2               | 2024, 2025             |

* En negrita, los jugadores en activo.